# Ángyán Tamás
Ángyán Tamás  (1967 –) magyar hegedűművész, gitáros, a Sámán, a Carpathia Project egykori, a Mamut együttes jelenlegi tagja.
1967-ben született, tanulmányait a Liszt Ferenc Zeneművészeti Főiskolán fejezte be, mint hegedűművész. A gitározással 14 éves korában kezdett foglalkozni. Első együttese az Orca volt 1983-ban. 1986-tól tagja a Sámán együttesnek. 1990-ben komolyzenei pályára lépett és Németországba költözött. 1997-ben Daczi Zsolttal megalakította a Carpathia Project zenekart. 2002-ben elkészítette a Timekey című pszicho rock albumot. 2006-ban Molics Zsolttal létrehozta a Mamut rockzenekart. Jelenleg a Cool Head Klan tagja.
Saját zenei projektjei mellett 2008-ban a Kormorán Farkasok éneke c. lemezére, 2009-ben pedig Deák Bill Gyula új albumára írt dalokat.

## Diszkográfia
- Carpathia Project - Carpathia Project 1999

- Ángyán Tamás - Timekey 2002

- Sámán - Sámán 2005

- Mamut - Mamut 2007

- Deák Bill Gyula - A király meséi

## Külső hivatkozások
- Ángyán Tamás honlapja
- Carpathia Project
- Mamut honlap
- Cool Head Klan honlap